# Triancyra aurea
Triancyra aurea är en stekelart som beskrevs av Wang och Hu 1992. Triancyra aurea ingår i släktet Triancyra och familjen brokparasitsteklar. Inga underarter finns listade i Catalogue of Life.